# Daniele Statella
Daniele Statella (Vercelli, 23 luglio 1972) è un disegnatore e fumettista italiano.

## Biografia
Dopo essersi diplomato alla Scuola del Fumetto di Milano lavora con gli editori International Press, Edifumetto, Edizioni Trentini nel settore delle pubblicazioni per adulti. Nel 1999 inizia la sua collaborazione con l'editore vercellese Saviolo, realizzando una storia horror in tre albi dal titolo Trilogia del giorno. Sempre per Saviolo, nel 2001, realizza i disegni e collabora ai testi della miniserie Laura Mèlies. Successivamente lavora come illustratore per diversi editori (Mondadori, Rizzoli, ecc.), sia per le pubblicazioni librarie che per quelle da edicola. Collabora con Giuseppe Di Bernardo per il fumetto Desdy Metus, L'Insonne.
Per la Star Comics realizza i disegni di alcuni albi delle miniserie Cornelio, Factor-V, Dr. Morgue, Legion 75, Pinkerton S.A. e una storia breve per Agenzia Incantesimi (pubblicazione contenitore spin off di Jonathan Steele), mentre per l'editore Astorina realizza alcune storie di Diabolik e per Eura Editoriale alcune storie di Unità Speciale.
Proprio ispirandosi a Cornelio realizza nel 2009, insieme alla regista (coautrice di alcuni suoi fumetti, giornalista e autrice) Alessia Di Giovanni, un cortometraggio dal titolo A Cuore Aperto, che vede la partecipazione, tra gli altri, di diversi autori di fumetti e il cameo dello stesso Carlo Lucarelli (di cui il protagonista del fumetto è l'alter ego).
Sempre in collaborazione con Alessia Di Giovanni firma la regia del film A pezzi - Undead men, lungometraggio low-budget di genere western horror, interpretato da Marco Silvestri ed Elena Di Cioccio. Il film, che si pregia degli effetti speciali di Sergio Stivaletti e delle musiche del maestro Manuel De Sica, viene distribuito al cinema da marzo 2013.
Ha fondato l'Associazione Culturale Creativecomics, con la quale realizza eventi legati al fumetto, al cinema e al teatro.
Ha ideato e cura la direzione artistica del Festival annuale Vercelli tra le nuvole, di Fumetti al Castello ad Abbiategrasso (MI), di Sport & comics e di Casale Diabolika a Casale Monferrato (AL). Fumettix a Cossato (BI), Fumetti alla Festa dell'Uva a Gattinara, Festival "Fumetti al Ricetto" a Candelo (BI).
Dal 2012 è nello staff dei disegnatori di Dampyr, pubblicazione della Sergio Bonelli Editore. Sempre di Dampyr ha realizzato numerosi episodi della serie regolare.
Insegna materie legate al fumetto all'Università Popolare di Vercelli.

## Opere

### Dampyr
- Giovanni di Gregorio (testi), Daniele Statella e Marco Fara (disegni), Ragazzi Perduti, in Dampyr n.171, Sergio Bonelli Editore, giugno 2014
- Mauro Boselli (testi), Daniele Statella (disegni), Marco Fara (chine), Il figlio di Kurjak, in Dampyr 180, Sergio Bonelli Editore, marzo 2015.